# William Küster
William Küster (Lipsia, 22 settembre 1863 – Stoccarda, 1929) è stato un chimico tedesco.
Allievo di Johannes Wislicenus, insegnò a Stoccarda. A lui dobbiamo importanti ricerche di chimica organica, in particolare sulle porfirine.